# 레이먼드 버
레이먼드 버(Raymond Burr, 1917년 5월 21일 ~ 1993년 9월 12일)는 캐나다의 배우이다.

## 출연 작품
- 강철 형사 (1993년)
- 글래스 루츠 (1992년)
- 마법의 타자기 (1991년)
- 페리 메이슨 - 페이틀 패션의 사건 (1991년)
- 페리 메이슨 - 글래스 코핀의 사건 (1991년)
- 언솔브드 미스터리스 (1987년) - 본인 - 진행자 / 역
- 고질라 17 - 고질라 1985 (1984년)
- 에어플레인 2 (1982년)
- 더 리턴(영어판) (1980년)
- 아웃 오브 블루 (1980년)
- 위기일발 해안 열차 (1979년)
- 사랑의 유람선 (1977년)
- 그레이트 데이 인 더 모닝 (1956년)
- 고질라 3 - 괴수의 왕 (1956년) - 스티브 마틴 역
- 고릴라 앳 라지 (1954년)
- 클라이막스! (1954년)
- 카사노바의 빅 나이트 (1954년)
- 이창 (1954년)
- 블루 가디니아 (1953년)
- 타잔 - 렉스 바커 편 5 (1953년)
- 나일 강의 뱀 (1953년)
- 서부의 지평선 (1952년)
- 미트 대니 윌슨 (1952년)
- 히즈 카인드 오브 우먼 (1951년)
- 더 매직 카펫 (1951년)
- 엠 (1951년)
- 젊은이의 양지 (1951년)
- 러브 해피 (1949년)
- 로 딜 (1948년)
- 돈 쥬앙의 모험 (1948년)
- 위드아웃 레저베이션스 (1946년) - 폴 길 역

### 텔레비전
- 페리 메이슨 (1957-66)
- 아이언사이드 (1967-65)